# Тандемный бег

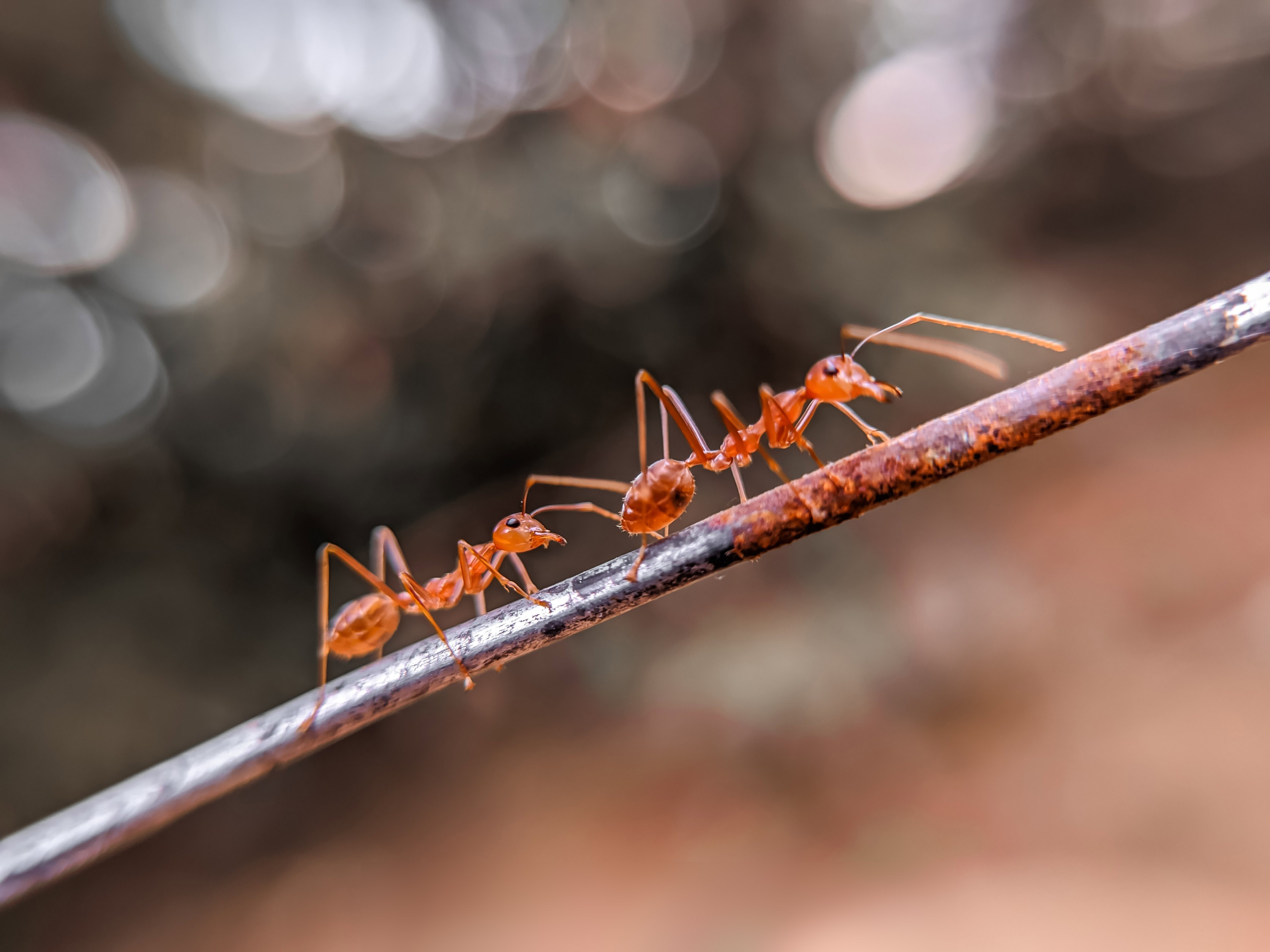
Два муравья идут тандемом.

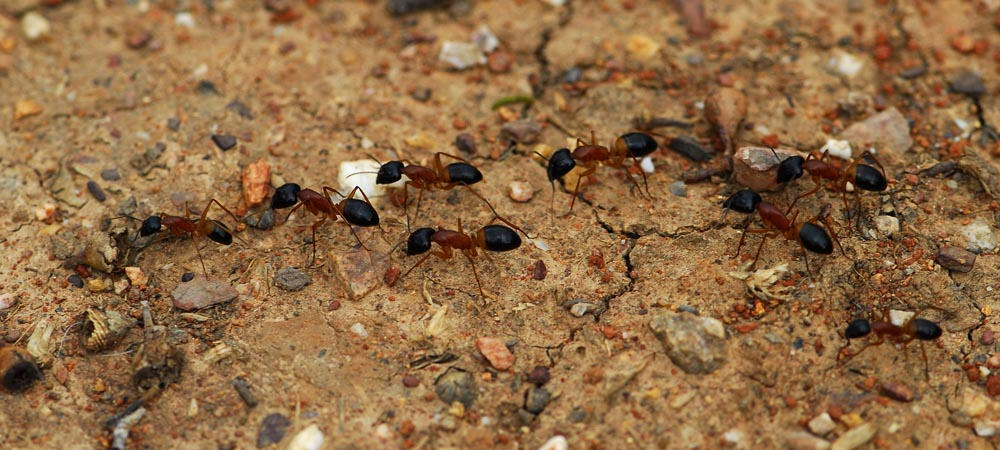
Рабочие Camponotus consobrinus привлекают дополнительных соплеменников к вновь обнаруженным источникам пищи. Ведущий рабочий (слева) вернулся в гнездо и ведет остальных рабочих обратно к источнику пищи.

Тандемный бег (англ. Tandem running) — это координация парного движения, наблюдаемая у муравьев и термитов.
У муравьев тандемный бег используется для социального обучения, когда один муравей ведет другого муравья от гнезда к найденному им источнику пищи. Тандемный бег также используется для поиска и выбора лучших, новых мест для гнезд, куда колония может эмигрировать. Муравей-последователь поддерживает контакт с муравьем-лидером, часто касаясь его ног и брюшка своими антеннами. Будучи хищниками, падальщиками и травоядными, муравьи имеют разнообразные источники пищи, ради которых они могут удаляться от своего гнезда на расстояние до 200 метров, распыляя по пути запаховый след. Чтобы привести своих сородичей к новым источникам пищи, муравьи демонстрируют один из немногих примеров интерактивного обучения за пределами класса млекопитающих. Социальное обучение посредством преподавания требует, чтобы наивный наблюдатель изменил своё поведение и приобрёл некоторые навыки или знания быстрее, чем он сделал бы это самостоятельно, и чтобы учитель понёс определённые затраты. Для того чтобы муравей-последователь научился ориентироваться на местности, лидер должен передвигаться гораздо медленнее и делать частые остановки для проверки своего последователя. В конечном итоге, знание маршрута к новому источнику пищи может быть передано всей колонии, поскольку один последователь становится лидером, что делает тандемный бег эффективной практикой экономии времени.
У термитов поведение тандемного бега используется спаривающейся парой. В течение короткого периода крылатые взрослые особи вылетают из своих гнёзд. И самки, и самцы садятся на землю, сбрасывают крылья и бегут в поисках партнёра для спаривания. При встрече пара совершает тандемный бег в поисках подходящего места для основания колонии. Тандемный бег у термитов предполагает общение с помощью половых феромонов, и все спаривающиеся пары участвуют в этом процессе. По этим причинам тандемный бег у термитов считается формой сексуального поведения.

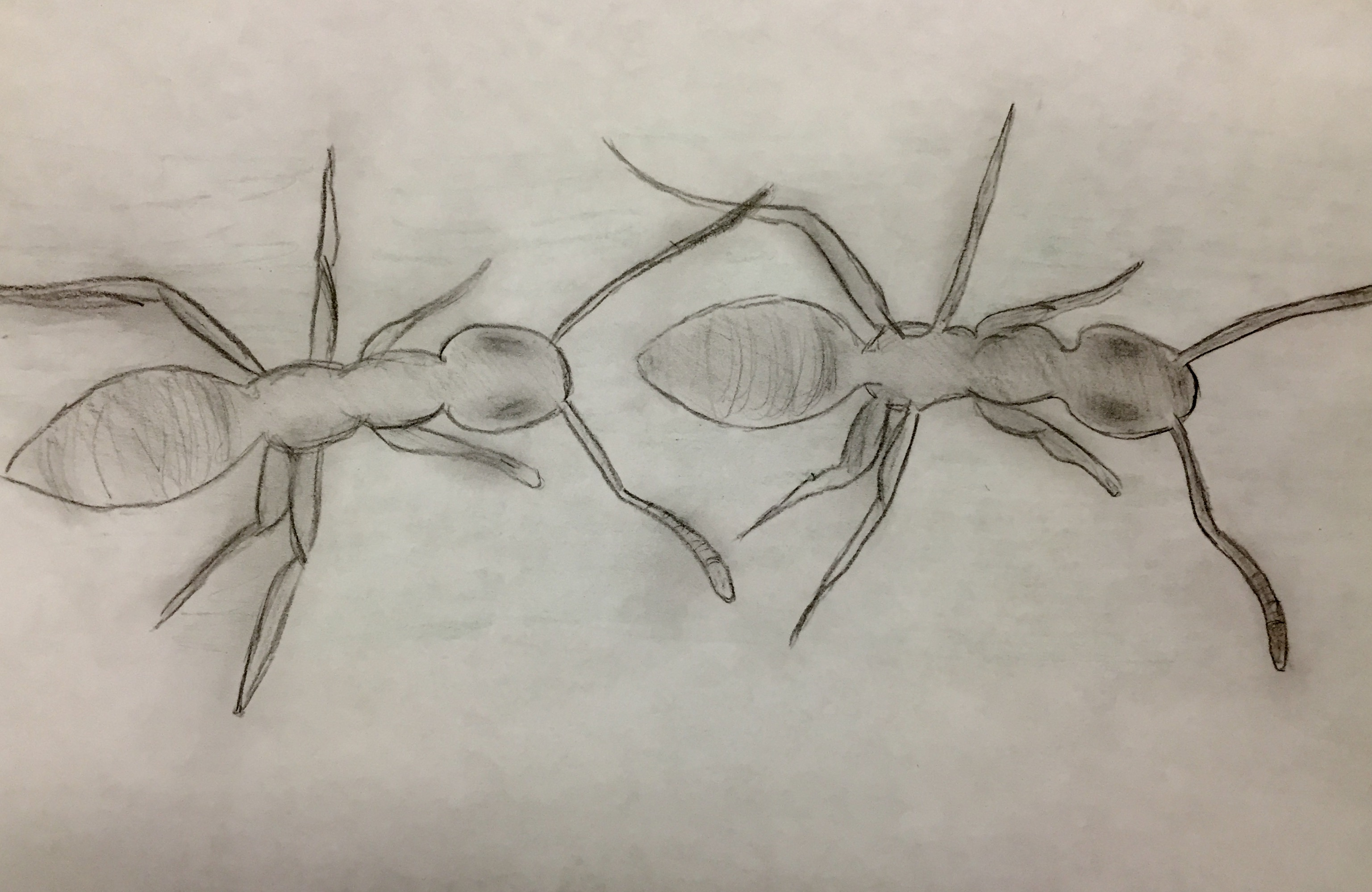
Бегущий сзади муравей часто прикасается своими усиками к ногам ведущего муравья для поддержания контакта в тандемном беге.

## История
Тандемный бег, при котором один рабочий вербует другого, используется многими видами муравьёв. С тех пор как он был впервые зарегистрирован, он стал ценным экспериментальным инструментом для проверки гипотез о коллективном принятии решений, коммуникации и даже обучении. Американский мирмеколог Эдвард Уилсон в 1959 году описал тандемный бег у муравьев рода Cardiocondyla, как метод коммуникации, используемый рабочими для привлечения других к источникам пищи. Этот способ коммуникации отличался от феромонного массового набора, поведения прокладывания троп, используемого рабочими муравьями для привлечения других рабочих. Кормовые тропы создаются, когда, найдя источник пищи, рабочий оставляет феромонный след от него обратно в гнездо. Этот след стимулирует других рабочих идти по следу к источнику пищи. Эти рабочие, прошедшие по следу, возвращаются в гнездо, усиливая след своими феромонами. Таким образом, увеличивается число фуражиров, привлечённых к источнику пищи, благодаря положительной обратной связи. В отличие от них, бегающие тандемом рабочие, как оказалось, не откладывают феромонные тропы.

## Как муравьи совершают тандемный бег
Для навигации отдельные муравьи используют небесные и наземные ориентиры, а также собственные датчики движения, но разведывательный поиск — не единственная стратегия поиска пищевых ресурсов. До 35 % муравьёв, выходящих из гнезда, добывают пищу тандемными парами.
Исследования показали, что зрение играет роль только в навигации во время тандемного бега, но не играет никакой роли для последователей в следовании за лидером. Последователь зависит только от тактильной и феромонной информации. Эксперименты, в которых исследователи ухудшали зрение муравьёв, показали, что слепые муравьи чаще следуют за лидером, чем ведут его, но при этом могут играть роль как последователя, так и лидера, однако в парах, где лидер был полностью зрячим, их тандемный бег обычно был более плавным и быстрым. Таким образом, можно сделать вывод, что зрение используется для навигации наряду с другими системами ориентации, но не является механизмом, с помощью которого муравьи совершают свой тандемный бег. Исследования показали, что лидеры полагаются на тактильную обратную связь от последователей во время тандемного бега. Последователь следует вплотную за лидером, и лидер начинает быстро бежать только после того, как его коснутся усики последователя.
Во время тандемного бега, помимо тактильных сигналов, муравьи могут использовать и химические сигналы. Феромонные тропы помогают поддерживать связь между муравьями, облегчают обучение и помогают в навигации. Химические тропы могут позволить последователям остановиться и осмотреть ориентиры, прежде чем вернуться к лидеру. Лидеры, которые являются учителями, чаще прокладывают тропы во время бега тандема вперёд, чем во время бега тандема назад. Большинство лидеров нагибают своё брюшко вниз во время бега тандема вперёд, в то время как последователи этого не делают. Во время обратного тандемного бега большинство лидеров устанавливают своё брюшко в верхнее или среднее положение, потому что к этому времени муравьи уже выучили маршрут и проложили тропы, поэтому у последователей меньше шансов заблудиться.
Муравьи-последователи не обязательно являются наивными неопытными фуражирами. Когда муравьи-лидеры были экспериментально удалены во время тандемных бегов, 40 процентов муравьёв-последователей успешно достигли кормовой зоны после непродолжительных поисков, что свидетельствует о том, что муравьи-последователи уже были опытными фуражирами.
На примере муравья Diacamma indicum экспериментально обнаружено, что беспрепятственное движение антенн последователей важно для тандемного бега муравьев. Муравьи с ограничением антенн совершали меньше тандемных пробежек и затрачивали на это значительно больше времени. Последователи с одним или обоими ограничителями антенн совершали значительно большее количество прерываний, и это влияло на выравнивание между лидером и последователем, поскольку последователи с ограничителями антенн отклонялись от лидера на больший угол и шли сбоку от него по сравнению с контрольными последователями.

## Затраты и преимущества
Время, необходимое лидеру для достижения источника пищи во время тандемного бега, увеличивается в четыре раза. Однако последователь сможет найти источник пищи значительно быстрее во время тандемного бега по сравнению с поиском в одиночку. Кроме того, лидер выигрывает от того, что ещё один муравей помогает ему нести пищу обратно в гнездо. Опытные кормовые муравьи часто участвуют в тандемных пробежках в качестве последователя к знакомому дереву или месту кормёжки. Это может быть связано с тем, что деревья и другие места часто представляют собой сложные структуры для навигации, и лидер может направить опытного муравья к новому источнику пищи в той же системе. Существует также определённая стоимость следования муравьёв, которые отделяются от лидера (или «теряются») во время тандемного бега. Когда муравьёв, бегущих тандемом, экспериментально разделили в лаборатории, потерявшиеся муравьи стали проявлять поисковое поведение, при котором они часто возвращались в точку, где их отделили от лидера, а скорость их ходьбы замедлилась почти на 50 %. Однако в некоторых случаях отрыв от лидера приносит пользу: независимая разведка имеет решающее значение для практики тандемного бега. Благодаря самостоятельной разведке муравьи могут обнаружить новые и более прямые маршруты и таким образом сократить продолжительность последующих тандемных пробежек, которые они будут возглавлять. Самостоятельная разведка является основой совершенствования маршрутов в тандемном беге.

## Социальное обучение
Тандемный бег — это форма мобилизации и коммуникации, которая включает в себя социальное обучение. Опыт влияет на склонность к тандемному бегу больше, чем возраст. Temnothorax albipennis любого возраста способны участвовать в тандемном беге, но опытные особи делают это чаще. Более старшие и опытные муравьи также чаще ведут медленно и точно. Молодые неопытные муравьи способны вести и следовать в тандемном беге, но они ведут быстрее и менее точны.
Когда отдельный муравей практикуется самостоятельно, он может научиться ещё большему. Муравьи способны сократить длину тандемного бега и быстрее передавать информацию только в том случае, если они самостоятельно исследуют территорию в промежутке между тем, как стать последователем и лидером. Самостоятельная разведка полезна, поскольку она приводит к улучшению маршрута и более точному руководству тандемным бегом. Для улучшения результатов требуется только одна попытка самостоятельной разведки, а дополнительные самостоятельные разведки не улучшают тандемный бег. Если во время бега лидер потеряет своего последователя, он может продолжить путь к цели, а не разворачиваться, чтобы найти другого последователя, потому что это шанс для самостоятельной разведки, которая может улучшить будущий бег. Тандемный бег сочетает социальное обучение с индивидуальным, чтобы максимизировать преимущества этой практики. Точная информация, которая передаётся между последователем и лидером, неизвестна, но следующий муравей получает ту же информацию, которую он получил бы, если бы нашёл гнездо самостоятельно. Если новое гнездо находится далеко от старого, тандемный бег позволяет последователям найти его быстрее, чем если бы они использовали индивидуальную разведку.

## Тандемный бег у термитов
У термитов Reticulitermes и Coptotermes самка возглавляет тандем и выпускает половой феромон ближнего действия, чтобы направить самца, а самец касается брюшка самки своими усиками и ротовыми щупиками, указывая на своё дальнейшее присутствие. Когда пара случайно разделяется, самки приостанавливаются, а самцы начинают интенсивный поиск партнёра. Это сексуально диморфное движение облегчает встречу.

## Виды и роды, использующие тандемный бег

### Муравьи
Источник:
- Temnothorax albipennis
- Diacamma rugosum (Diacamma)
- Pachycondyla striata (Pachycondyla)[18]
- Pachycondyla tesserinoda[19]
- Camponotus consobrinus[8]
- Camponotus sericeus[20]
- Hypoponera
- Mesoponera caffraria (Mesoponera)[21]
- Odontomachus troglodytes[22]
- Paltothyreus
- Ponera
- Cardiocondyla[6]
- Chalepoxenus
- Harpagoxenus
- Leptothorax
- Temnothorax unifasciatus[23]

### Термиты
Источник:
- Mastotermitidae: Mastotermes
- Archotermopsidae: Zootermopsis
- Stolotermitidae: Porotermes
- Hodotermitidae: Hodotermes
- Kalotermitidae: Kalotermes, Paraneotermes, Glyptotermes, Incisitermes, Cryptotermes
- Rhinotermitidae: Psammotermes, Prorhinotermes, Reticulitermes, Heterotermes, Coptotermes
- Termitidae, Macrotermitinae: Pseudacanthotermes, Microtermes, Ancistrotermes, Macrotermes, Odontotermes, Hypotermes
- Termitidae, Apicotermitinae: Anoplotermes
- Termitidae, Nasutitermitinae: Trinervitermes, Nasutitermes
- Termitidae, Termitinae: Microcerotermes, Amitermes, Pericapritermes, Inquilinitermes
- Termitidae, Syntermitinae: Embiratermes, Procornitermes, Cornitermes
- Termitidae, Cubitermitinae: Cubitermes